# Swingmaster Records
Swingmaster Records is een Nederlands platenlabel voor blues. Op het label zijn tot nog toe 25 albums uitgekomen van onder meer Walter "Lightin' Bug" Rhodes, Piano Slim, James Crutchfield, James Son Thomas, R.L. Burnside, Henry Townsend, Big Boy Henry, Jimmy Lee Williams, J.W. Warren, Johnny Woods en John Tinsley. Het gaat hier om eigen opnamen, gemaakt op locatie. Het label is gevestigd in Groningen.